# シュヴルーズ
シュヴルーズ （Chevreuse）は、フランス、イル＝ド＝フランス地域圏、イヴリーヌ県のコミューン。2007年の花のまちコンクールで2つ花を獲得している。

## 地理
シュヴルーズはエソンヌ県と接しており、シュヴルーズの谷の中にある。ロドン川と合流する前のイヴェット川のほとりにあり、パリの南西28kmの地点にある。コミューンの領域はオート・ヴァレ・ド・シュヴルーズ地域圏自然公園に含まれている。この地域圏自然公園には51のコミューンが含まれており、シュヴルーズはその中心地である。シュヴルーズはパリ西方のパリ都市圏に含まれる谷の最後のコミューンである。
谷の底の部分にシュヴルーズの中心部があり、まちの北側にラ・マドレーヌ城がたつ。イヴェット川がコミューンの西から東へ流れる。

## 交通
- 道路 - 県道が2本通じる
- 鉄道 - ソー線のサン＝レミ＝レ＝シュヴルーズ駅

## 歴史

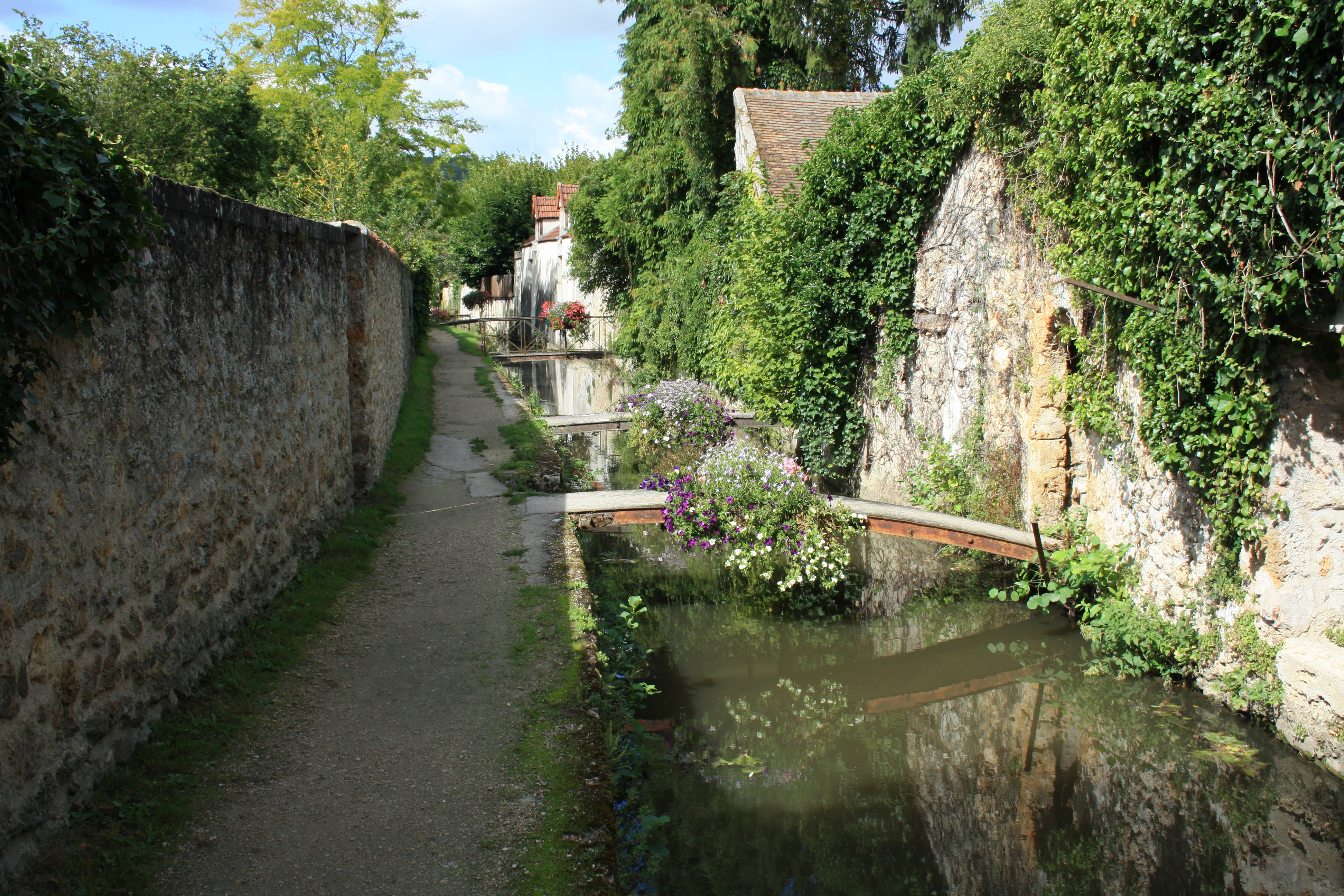
イヴェット川沿いの歩道

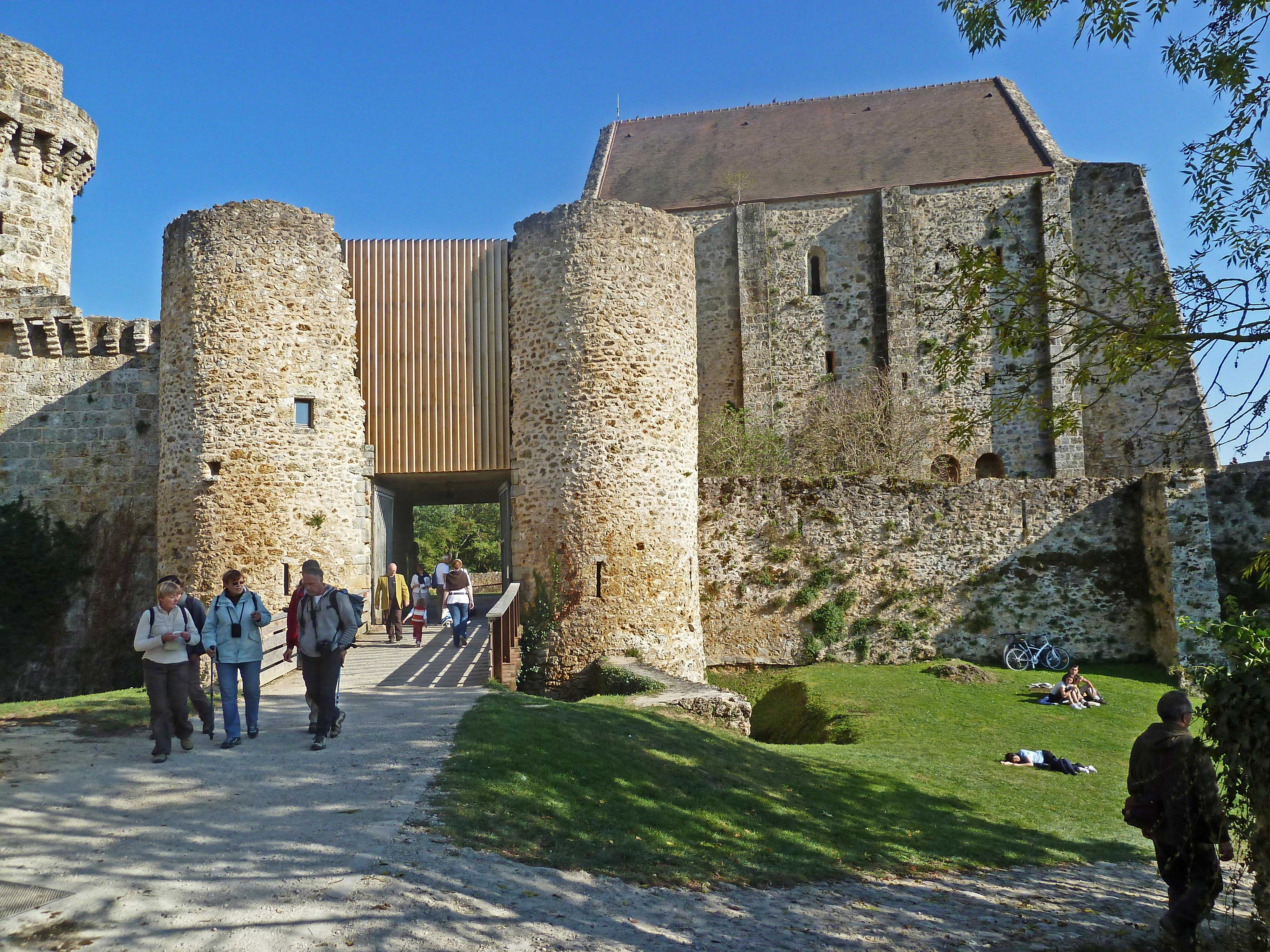
ラ・マドレーヌ城

シュヴルーズの名は「ヤギの国」（pays de chèvres）やde chevreuilsを想起させる。村は980年に初めて教皇勅書の中で記述され、Cavrosaと記された。
ラ・マドレーヌ城はかつてパリの防衛を司る城群の1つであった。
10世紀、シュヴルーズ領主はルイ肥満王とモンフォール＝ラモーリー伯に対する戦争を支持した。11世紀、シュヴルーズ領主ギィ1世が村を見下ろす場所に城の建設を始めた。これがラ・マドレーヌ城である。1030年から1090年にかけて建設されたダンジョンは疑い無くギィ1世の命令によるもので、当時は木製の柵に囲まれていた。1146年前後、12世紀には城壁があった。村は拡張した。カーテンの工房や皮なめしの工房はこの頃からのものである。村は城壁で囲まれていた。
フィリップ4世時代の1304年、シュヴルーズ領主は、フランドルのモンスの戦いにおいて王の旗持ちを務めていた。1306年と1308年にフィリップ4世はシュヴルーズに滞在している。
1414年、ブルゴーニュ公がシュヴルーズを占領した。しかし1417年にタンギィ・ド・シャステルがブルゴーニュ軍を追い出し、略奪を行った。ブルゴーニュ公も滞在した城は、パリ入城時のイングランド王ヘンリー4世軍がのちに使用した。シュヴルーズのまちは領主から一定の自治を獲得していた。
百年戦争中のシュヴルーズは1438年までイングランドの支配下にあった。
フランソワ1世の愛妾アンヌ・ド・ピスルー・デイリーの夫、ジャン4世・ド・ブロスが、1545年にシュヴルーズ領主となり、シュヴルーズ公とされた。
1555年、ダンピエールとシュヴルーズをロレーヌ枢機卿が購入した。ダンピエールはシュヴルーズ公の居住地となった。1627年にシュヴルーズ公位は領地の変更なしに称号貴族の爵位となった。1693年、ルイ太陽王がヴェルサイユ庭園を拡張するためシュヴルーズ荘園を獲得したが、最終的にはサン＝シールの貴族女性学校に荘園の一部を与えた。一帯はフランス革命までサン＝シールのものだった。
現在ラ・マドレーヌ城の一部が復元されている。シュヴルーズは現在主として住宅地となっている。

## 人口統計
| 1962年 | 1968年 | 1975年 | 1982年 | 1990年 | 1999年 | 2006年 |
| ------ | ------ | ------ | ------ | ------ | ------ | ------ |
| 2744   | 3409   | 4186   | 4811   | 5027   | 5360   | 5693   |

参照元:1962年までEHESS、1968年以降INSEE

## 姉妹都市
- ジャヴェーノ、イタリア